# نادي شيفيلد
نادي شيفيلد لكرة القدم (بالإنجليزية: Sheffield Football Club)‏ هو نادٍ إنجليزي لكرة القدم من شيفيلد، جنوب يوركشاير. يلعب في الدوري الممتاز الشمالي.
تأسّس في تاريخ 24 أكتوبر 1857، ومعترف به رسمياً من قبل الفيفا بأنه أقدم نادي كرة قدم في العالم. وهم يتنافسون في الدوري مع جاره نادي هالام.
في عام 2004 مُنح وسام الفيفا التقديري وهي جائزة مُنحت لناد آخر واحد فقط وهو ريال مدريد، وفي عام 2007 احتفلوا داخل قاعة الاتحاد الإنجليزي لكرة القدم بالذكرى السنوية ال150 لتأسيس النادي.
على أرض الملعب، جاءت لحظة عظيمة بالنسبة للنادي في عام 1904 عندما فاز بكأس الاتحاد الإنجليزي للهواة، وهي مسابقة صُمّمت بعد اقتراح من نادي شيفيلد. وأنهى أيضا الموسم في المركز الثاني في عام 1977.